# Redfish (U-Boot)
Die Redfish (SS/AGSS-395) war ein U-Boot der Balao-Klasse und das erste Schiff der United States Navy, das nach dem Rotbarsch benannt wurde. Sie stand von April 1944 bis Juni 1968 im Dienst der US Navy.

## Geschichte

### Bau und Indienststellung
Der Kiel der Redfish wurde am 9. September 1943 auf der Portsmouth-Marinewerft in Kittery, Maine gelegt. Sie wurde am 27. Januar 1944 von Miss Ruth Roper getauft und anschließend zu Wasser gelassen. Die Redfish wurde am 12. April 1944 unter dem Kommando von Commander Louis D. McGregor in Dienst gestellt.

### Zweiter Weltkrieg
Die Redfish erreichte am 27. Juni 1944 Pearl Harbor. Am 23. Juli verließ das Boot Hawaii zu seiner ersten Einsatzfahrt, auf der es am 25. August das japanische 5953-Tonnen-Frachtschiff Batopaha Maru versenkte, am 16. September den 7311-Tonnen-Tanker Ogura Maru Zwei und am 21. September das 8506-Tonnen-Transportschiff Mizuho Maru. Am 2. Oktober erreichte die Redfish die Midwayinseln. Am 25. Oktober verließ das Boot Midway und erreichte am 3. November Saipan, dort versenkte es den japanischen 2345-Tonnen-Transporter Hozan Maru in der Nacht vom 22. November auf den 23. November. Die Redfish lief am 1. Dezember von Saipan aus, zusammen mit der Sea Devil, beschädigte in der Nacht vom 8. Dezember auf den 9. Dezember den japanischen Flugzeugträger Jun’yō stark und setzte den Träger für den Rest des Krieges außer Gefecht.
Am 19. Dezember 1944 versenkte die Redfish den neu gebauten japanischen 18.500-Tonnen-Flugzeugträger Unryū, der auf dem Weg nach Mindoro war. Nach dem Treffer tauchte sie auf 71 m Tiefe, anschließend stieg die Redfish an die Oberfläche, um mit Höchstfahrt den japanischen Begleitschiffen zu entgehen. Am 17. Februar 1945 erreichte das Boot den Portsmouth Naval Shipyard für Reparaturen. Nach Abschluss der Arbeiten kehrte sie am 23. Juli nach Pearl Harbor zurück und blieb dort bis zum Ende des Krieges.
Die Redfish erhielt eine Presidential Unit Citation für ihre zwei Kriegspatrouillen.

### Nachkriegszeit und Filmkarriere
Nach dem Dienst in Guam von September 1945 bis Januar 1946 erreichte die Redfish am 30. Januar 1946 San Diego, Kalifornien. Sie verließ Kalifornien am 3. März 1947 und fuhr nach Guam und Japan, kehrte dann am 21. Juni 1946 nach San Diego zurück. Nach Operationen vor der Westküste und Hawaii fuhr die Redfish am 2. Februar 1951 in Richtung Korea und lief bis zum 24. Juni von Yokosuka, Japan, zur Unterstützung der Streitkräfte der Vereinten Nationen aus. Die Rückkehr nach San Diego fand am 3. Juli statt, anschließend operierte das Boot vor der US-Westküste.
Ausgerüstet mit einer Dummy-Heckflosse, spielte Redfish im Frühjahr 1954 die Rolle von Jules Vernes Nautilus im Walt-Disney-Film 20.000 Meilen unter dem Meer, wo das Achterdeck der Nautilus auf dem Deck der Redfish nachgebaut wurde. Im September 1957, nach Decks- und Bewaffnungsmodifikationen, spielte sie das fiktive U-Boot Nerka in dem 1958 veröffentlichten Film U 23 – Tödliche Tiefen (Originaltitel: Run Silent, Run Deep). Die Redfish beendete ihre Filmkarriere mit mehreren Auftritten in der Schwarz-Weiß-Fernsehserie The Silent Service.
Während des Westpazifikeinsatzes vom 26. März bis zum 26. September 1960 von San Diego, Kalifornien, aus, wurde die Redfish am 1. Juli 1960 zum Ausbildungs-U-Boot (AGSS-395) umklassifiziert. Von 1960 bis 1968 unternahm das U-Boot jährliche Schulungsfahrten in den Westpazifik. Am 27. Juni 1968 wurde die Redfish in San Diego außer Dienst gestellt, am 30. Juni aus dem Naval Vessel Register gestrichen und später als Zielschiff von der Medregal versenkt.
Die Redfish erhielt zwei Battlestars für ihren Dienst im Zweiten Weltkrieg.